# Julia Zwehl
Julia Zwehl (Hannover, 20 maart 1976) is een voormalig hockeyster uit Duitsland. Met de Duitse nationale hockeyploeg nam zij tweemaal deel aan de Olympische Spelen (2000 en 2004). In 2004 won Zwehl met de Duitse ploeg de gouden medaille.

## Erelijst
- 1997 –  Champions Trophy in Berlijn
- 1998 –  WK hockey in Utrecht
- 1999 –  Europees kampioenschap in Keulen
- 1999 –  Champions Trophy in Brisbane
- 2000 –  Champions Trophy in Amstelveen
- 2000 – 7e Olympische Spelen in Sydney
- 2004 –  Olympische Spelen in Athene

- Gemeinsame Normdatei: 1035166925
- International Standard Name Identifier: 0000 0004 0831 2586
- Virtual International Authority File: 300929995